# Crosville-la-Vieille
Crosville-la-Vieille är en kommun i departementet Eure i regionen Normandie i norra Frankrike. Kommunen ligger i kantonen Le Neubourg som tillhör arrondissementet Évreux. År 2022 hade Crosville-la-Vieille 610 invånare.

## Befolkningsutveckling
Antalet invånare i kommunen Crosville-la-Vieille
Referens:INSEE